# El contramestre
El contramestre és un drama en tres actes i en vers, original de Frederic Soler, estrenat al teatre Romea de Barcelona, la nit del 8 de gener de 1878.

## Repartiment de l'estrena
- Gertrudis: Caterina Mirambell.
- Laura: Mercè Abella.
- Sisó: Joaquim García-Parreño.
- Don Pau: Andreu Cazurro.
- Don Panxo: Iscle Soler.
- L'ofegat: Lleó Fontova.
- Ramon: Hermenegild Goula.
- L'agregat: Frederic Fuentes.
- Don Cosme: Emili Cases.
- Don Domènec: Joan Cliviller.